# 1603 Нева
1603 Нева (1603 Neva) — астероїд головного поясу, відкритий 4 листопада 1926 року.
Тіссеранів параметр щодо Юпітера — 3,321.